# Dave Bright
David Bright, detto Dave (29 novembre 1949), è un ex calciatore inglese naturalizzato neozelandese, di ruolo difensore.
È il padre di Kris, anch'egli calciatore.

## Carriera

### Club
Di origini inglesi, giocò nella terra d'origine con il Sittingbourne prima di emigrare in Nuova Zelanda nel 1975.
Dal 1978 giocò tra le file del Manurewa, club con il quale vince il campionato 1983 e due Chatham Cup nel 1978 e nel 1984.
Lasciò il Manurewa nel 1985 ed in seguito giocò con il Papatoetoe.

### Nazionale
Vestì la maglia della Nuova Zelanda in otto occasioni ufficiali, disputando il primo incontro ufficiale il 29 giugno 1979, nella vittoria dei kiwi sei a zero contro le Figi.
Fece parte della rosa All whites che partecipò ai Mondiali spagnoli del 1982, non disputando alcun incontro in terra iberica.

## Palmarès

### Club

#### Competizioni nazionali
- Campionato neozelandese: 1

Manurewa: 1983
- Chatham Cup: 2

Manurewa: 1978, 1984